# 川村ひかる
川村 ひかる（かわむら ひかる、1979年〈昭和54年〉10月18日 - ）は、日本のタレント、グラビアアイドル。東京都出身。元サンズエンタテインメント所属。現在は株式会社スノーピクチャー所属。特に1990年代後半から2000年代にかけて、雑誌グラビアやバラエティー番組でマルチに活躍した。

## 略歴
東京都出身。子供の頃は柔道に打ち込むなど勝ち気で生意気な女の子だった。中学2年のとき男友達の家で雛形あきこの水着ポスターを目にし、全国の男たちから欲情の視線を浴びる雛形に驚きと嫉妬心を覚え、グラビアアイドルになると決意。その後スカウトされて芸能界に入り、深夜番組『ワンダフル』で見せた水着姿が集英社の目にとまり『ヤングジャンプ』などの表紙を飾る。1999年には写真集のグラビア部門の売り上げ1位になった。
1999年（平成11年）には「サウスポー」というアイドルユニットのメンバーとしてCDを発売したこともあるが、本人は極度の音痴だった。
2000年（平成12年）から競馬番組 『ウイニング競馬』（テレビ東京）に5年間キャスターで出演。短期大学に通学していたが、当時は学生の馬券購入が禁止されていたこともあって中退した。「かばんの中には常に競馬新聞と『週刊Gallop』が入ってたし、毎月7、8万円は自腹で馬券を買ってました。」と語っていた。
『ランク王国』（TBS）にて1999年度の写真集の売り上げがグラビア部門で1位を記録したことが発表された。しかし給料制だったため当時の月収は20万ほどであったという。同じころ、テレビのバラエティー番組の企画で、等身大の抱き枕を製作したことがある。
デビュー当初はコミーインターナショナルに所属していたが、2004年（平成16年）春に本名の由希恵（ゆきえ）をもじった雪絵をさらに英訳した、個人事務所「スノーピクチャー」を設立し独立した。2005年（平成17年）7月20日付で、芸能プロモーター野田義治率いる株式会社サンズエンタテインメントに移籍した。2007年（平成19年）4月、系列会社として新たに設立されたソリッドサンズエンタテインメント（SSE）に転籍したものの、同社は設立からわずか約2ヶ月で解散、サンズエンタテインメントに復籍したが、現在は株式会社スノーピクチャーに所属している。
2014年6月2日放送の『有吉ゼミ2時間スペシャル』（日本テレビ）で自ら会社を設立、大手カフェチェーンのメニュー開発、化粧品のプロデュースにも携わっており年収が3,000万はあると語った。
健康管理士一般指導員や野菜ソムリエジュニアマイスター、JAA認定アロマコーディネーター等の資格を取得しており、美容学校で栄養学の非常勤講師をしている。
最近では、妊活マイスター講師、一般社団法人オーソモレキュラー栄養医学研究所 オーソモレキュラー認定講師、オーソモレキュラーカウンセラーとしても活動をしている。
漬物大使として『お漬けもの日本一決定戦 T-1グランプリ』のPR活動を行っているため、企業からの講演依頼を多数受けている。

### 私生活
- 「（医者から）これでは妊娠はむずかしいと言われてしまいました」と、2013年2月5日のブログで明かした。
- 2015年11月10日、40代の一般男性との婚約を発表。また、婚約者と出会った1年前に脳動脈瘤が見つかったことも公表した[7]。
- 2016年4月、婚姻届を提出[8]。同年7月、第1子妊娠を公表[9]。10月14日、帝王切開により第1子男児を出産[10]。へその緒が異常な位置に付く臍帯卵膜付着だったことから、予定より3週間早い帝王切開での出産となった[11]。
- 2016年、若年性更年期障害を患っていることを公表[12]。
- 好きなゲームはドアドア。
- 好きな食べ物はいちご、チョコレート、ソフトクリーム。
- 兄がいる[13]。
- 趣味:ボクササイズ、夢辞典を読むこと[14]。
- 特技はスポーツ、水泳、一輪車。携帯メールの速打ち[14]。
- 得意料理:そぼろご飯[15]。
- 寒い所が苦手。
- 好きな言葉は「泣いた者勝ち」。

## 出演

### TV
テレビドラマ
- ガラスの仮面2 第1話 奇跡の復活をかけて…闘いの幕開け!!（1998年4月13日、テレビ朝日）
- 薄化粧の男（1998年6月26日、フジテレビ・金曜エンタテイメント）
- 行け行けイケメン! 第8話（2000年2月27日、日本テレビ）
- 女子アナ。（2001年1月9日 - 3月20日、フジテレビ）
- G-taste 第6回 OL・八木沢萌（2001年5月10日、テレビ朝日）
- D-girls アイドル探偵三姉妹物語 第3話（2001年7月25日、テレビ東京）- 先生 役
- 塩カルビ 第9話 もっさりモケチョ君 エピソード2（2002年11月28日、テレビ神奈川、京都放送）- 中丸カオル27歳 役
- 芸能記者・柳田信吉の挑戦 スター誕生殺人事件（2003年2月23日、BSジャパン・女と愛とミステリー）- 小杉春華 役
- 刑事村上緑子、警察官連続殺人（2003年3月8日、テレビ朝日）- 山崎留菜 役
- ブラックジャックによろしく 第4話 無力な研修医・第5話 医療はギャンブルか（2003年5月2日・5月9日、TBS・金曜ドラマ）- 謎の客 役
- 松本清張特別企画・喪失の儀礼（2003年11月30日、BSジャパン テレビ東京・女と愛とミステリー）- ユリ 役
- 志村けんのバカ殿様 千客万来!笑って下さいスペシャル（2005年1月4日、フジテレビ）
- Go出産!ご懐妊篇（2005年、ブロードバンドピクチャーズ）- 主演・松岡恵美 役
- 捜査検事・近松茂道 第6作 拳銃魔（2006年3月5日、テレビ東京 BSジャパン・BSミステリー）- 谷口量子 役
- 特命係長 只野仁 3rdシーズン 第26話 花嫁失踪（2007年2月9日、テレビ朝日）- 立花有香 役

バラエティ
- GameWave（アシスタント、1999年7月7日～2000年6月29日、3代目・5代目）

### 映画
- サムライガール21 第1幕（2002年1月19日公開、オムロピクチャーズ）監督:及川中 - 友情出演 [16]
- サムライガール21 第2幕（2002年1月19日公開、オムロピクチャーズ）監督:及川中 - 友情出演 [17]
- 六本木錬金の帝王 カポネ（2003年12月27日公開、ラスカル）監督:山城新伍 [18]
- WARU ワル（2006年2月25日公開、真樹プロダクション）監督:三池崇史 [19]
- 県警強行殺人班 鬼哭の戦場（2007年7月21日公開、ジャパン・アート）監督:宮坂武志 - 古池看護婦 役 [20]

### オリジナルビデオ
- 恐怖新聞（1996年7月26日、イメージファクトリー）監督:石井てるよし 原作:つのだじろう ※「藤ゆかり」名義 [21]
- ザ・ドッペルゲンガー（2004年10月2日、インターフィルム）監督:江面貴亮 - 主演・未来 役 [22]
- ゾク議員（2007年9月25日、コンセプトフィルム）監督:高木淳也 - えりか(省吾の恋人) 役 [23]
- ゾク議員 2（2007年12月25日、コンセプトフィルム）監督:高木淳也 - えりか(省吾の恋人) 役 [24]
- 修羅の妻たち 鉄砲玉の女（2008年4月25日、GPミュージアムソフト） 監督:辻裕之 - 主演・直美 役 [25]

### CM
- 日清食品「ごんぶと」（2001年 - 2002年、フレッシュゆうたら篇・うちらは芸で勝負や篇）[26]

岩下志麻、枡田絵理奈、桂亜沙美と共演。「フレッシュゆうたら篇」には常磐津一三太夫も出演した。

## イメージビデオ
- Final Beauty（1999年6月20日、竹書房 BV-11095）VHS
  - Final Beauty（2001年8月25日、ハピネットピクチャーズ BBBE-1840）DVD
- 川村ひかる e100（2000年5月17日、ポニーキャニオン PCVP-12893）VHS
  - 川村ひかる e100（2000年5月17日、ポニーキャニオン PCBP-00217）DVD
- Dream∞（インフィニティ）（2000年12月24日、ベガファクトリー VEGA-14）
- SMILE h（2001年5月25日、デジキューブ DDCD-1001）
- D-splash（2001年7月4日、キングレコード KIBE-14）
- G-taste（2001年8月1日、キングレコード KIVE-280）VHS
  - G-taste（2001年8月1日、キングレコード KIBE-17）DVD
- Smile h + Special 30min（2001年11月25日、ビームエンターテイメント BBBE-1898）
- SHIN YAMAGISHI DIGITAL MOVIE MUSEUM（2005年10月21日、ジェネオン・ユニバーサル・エンターテイメント GNBW-7219）
- Hikaru Kawamura 川村ひかる（2005年、ジニアス GNUD-006）
- キラリ ひかる（2006年6月22日、TMC DLGN-003）
- 夢供養（2007年6月22日、ラインコミュニケーション LPDD-1028）

## 一般ビデオ
- 川村ひかるのカリフォルニア・オーガニック紀行 究極の農場を訪ねて（BS-i BSIDVD-001）2007年7月28日にBS放送された「オーガニック紀行」を編集したもの
- サムライガール21 第1幕（2002年2月22日、徳間書店 TKVU-62953）※映画「サムライガール21 第1幕」のDVD版
- サムライガール21 第2幕（2002年4月26日、徳間書店 TKVU-62976）※映画「サムライガール21 第2幕」のDVD版
- カポネ（2005年5月24日、エムスリイエ MRBF-1020）※映画「六本木錬金の帝王 カポネ」のDVD版

## 音楽

### シングル
- ファイト!!ファイト!!ファイト!! 〜おしえて監督〜（1999年9月23日、アブソード・ミュージック・ジャパン）

## 書籍

### 著書
- 発酵美人（2013年4月26日、幻冬舎） ISBN 978-4344023789

### 写真集
- SOUTHPAW（3三人グループ・サウスポーの写真集）（1998年11月30日、いれぶん出版、撮影：腰塚光晃）ISBN 978-4870840539 共演：望月聡子、川島令美 ISBN 9784870840539
- KI・LA・LA（1999年3月31日、彩文館出版、撮影：山岸伸）ISBN 978-4916115232
- fruits Best of touch me!(高橋生建オムニバス写真集)（1999年10月5日、竹書房、撮影：高橋生建）ISBN 978-4812405444 共演：釈由美子、斎藤のぞみ、加藤由季、木村絵理菜、藤森みゆき ISBN 9784812405444
- Deep Breath（1999年12月10日、英知出版、撮影：斉木弘吉）ISBN 978-4754212438
- Panas（2000年10月31日、集英社、撮影：上野勇）ISBN 978-4087803167
- DARLING（2001年6月25日、ワニブックス、撮影：ShojinSaijo）ISBN 978-4847026645
- Ennui（2003年8月20日、音楽専科社、撮影：西条彰仁）ISBN 978-4872791365

### 雑誌
- 桃クリーム 第12号（1998年3月15日、ミリオン出版）
- LUCKY Crepu 1999年3月号、12月号（バウハウス）
- PHOTO SHOT Vol.39（1999年9月25日、英知出版）
- Bejean 1999年10月号、11月号、2000年7月号（英知出版）
- Vacca! Vol.4（1999年11月1日、バウハウス）
- ヤングビンタ 1999年11月号（バウハウス）
- PHOTO SHOT DX VOL.2（2000年1月15日、英知出版）
- 宝島ファイヤー 2000年1月号（宝島社）
- ビデオボーイ 2000年3月号（英知出版）
- デラべっぴん No.159(1999年2月号)　表紙
- デラべっぴん No.168(1999年11月号)　表紙
- i Cupid Vol.8 2000年4月号（ディジット）
- WEEKLY プレイボーイ 2000年4月11日号（集英社）
- DEAR GIRL 01（2000年5月15日、新潮社）
- 宝島 2000年5月31日号（宝島社）
- 別冊アサヒ芸能 2000年7月号（徳間書店）
- イートレジャー! 川村ひかる ファースト・トレーディング・カード・ブック（2000年7月25日、英知出版）
- スコラ 2000年9月号（スコラ）
- 羅風 LaPoo 2000年9月号（大洋図書）
- PHOTO SHOT DX VOL.3（2000年10月10日、英知出版）
- PHOTO SHOT Vol.45（2000年10月25日、英知出版）
- アイドルプレミアクラブ 2000年11月号（コアマガジン）
- BEST SHOT！！ Vol.9　アップトゥボーイ特別編集（2001年2月28日、ワニブックス）
- フォトショット DX ハイパージェニック（2001年4月5日、英知出版）
- STEP Vol.1（2001年5月1日、KOMMY INTERNATIONAL）
- G-taste vol.2 川村ひかる（2001年5月11日、講談社）
- アップ トゥ ボーイ 2001年7月号（ワニブックス）
- STEP Vol.2（2001年9月1日、KOMMY INTERNATIONAL）
- お宝ワイドショー 2001年11月号、2002年3月号（コアマガジン）
- STEP Vol.3（2001年12月1日、KOMMY INTERNATIONAL）
- STEP Vol.4（2002年1月1日、KOMMY INTERNATIONAL）
- STEP Vol.5（2002年4月1日、KOMMY INTERNATIONAL）
- STEP Vol.7（2002年9月1日、KOMMY INTERNATIONAL）
- BUBKA 2002年9月号、2003年8月号（コアマガジン）
- STEP Vol.8（2002年12月1日、KOMMY INTERNATIONAL）
- STEP Vol.9（2003年4月15日、KOMMY INTERNATIONAL）
- STEP Vol.10（2003年7月1日、KOMMY INTERNATIONAL）
- STEP Vol.13（2003年12月1日、KOMMY INTERNATIONAL）